# Последња девојка
Последња девојка (енгл. The final girl) означава последњу преживелу женску особа у хорор филму. Та особа успева да побегне убици и да на крају филма остане у животу. У неким хорор-серијалима последња девојка остане жива на крају првог филма, али страда у неком од наставака, али има и случајева да последња девојка остане жива у свим филмовима серијала. У неким случајевима последња девојка на крају филма објасни како је успела да преживи.
Последња девојка се појављује у филмовима Страва у Улици брестова, Осми путник, Ноћ вештица... Сам појам и лик је објаснила Керол Клавер у књизи "Мушкарац, жена и тестера: Род у модерном хорор филму" из 1992.

## Списак најпознатијихпоследњих девојака
| #   | Име и презиме | Слика | Глумица           | Статус    | Франшиза                            | Појављивања као финалне девојке | Друга појављивања                                                                      | Кратак опис |
| --- | ------------- | ----- | ----------------- | --------- | ----------------------------------- | --- | -------------------------------------------------------------------------------------- | --- |
| 1.  | Ненси Томпсон | ништа | Хедер Лангенкамп  | жива      | Страва у Улици брестова             | - Страва у Улици брестова 1 - Страва у Улици брестова 3: Ратници снова - Страва у Улици брестова 7: Нови и последњи кошмар - Страва у Улици брестова 9 (римејк)                                                                                 | - Страва у Улици брестова 2: Фредијева освета (с) - Петак тринаести 6: Џејсон живи (к) | Ненси Томпсон главна је протагонисткиња филмског серијала Страва у Улици брестова. На крају последњег, 7. дела франшизе успела је да коначно убије Фредија Кругера и тако остане једина преживела из те улице. Осим првог, трећег и седмог дела, где има главну улогу, Ненси се у свим осталим деловима или спомиње или се приказује кроз флешбекове. У римејку из 2010. има главну улогу, а лик тумачи Руни Мара. Због своје популарности појављивала се и у другим филмским серијалима, попут Петка 13-ог, а о њој је снимљен и документарац 2011. под називом Ја сам Ненси. Остала је упамћена по многим сценама и цитатима. |
| 2.  | Лори Строуд   | ништа | Џејми Ли Кертис   | жива      | Ноћ вештица                         | - Ноћ вештица 1 - Ноћ вештица 2 - Ноћ вештица 7: Двадесет година касније - Ноћ вештица 9 (римејк) - Ноћ вештица 10 (римејк 2) - Ноћ вештица 11: Суочи се са судбином - Ноћ вештица 12: Убиства Ноћи вештица - Ноћ вештица 13: Крај Ноћи вештица | - Ноћ вештица 4: Повратак Мајкла Мајерса (сл) - Ноћ вештица 8: Ускрснуће (к)           | Лори Строуд споредни је лик (после др Сема Лумиса) филмског серијала Ноћ вештица. Њено право име је Синтија Мајерс, а једно време се крила и под именом Кери Тејт. Сестра је серијског убице Мајкла Мајерса. Избегла је његове нападе 3 пута, али не и 4. пут, када јој је забио нож у леђа и бацио са високе зграде, у 8. филму. Појављује се и у оба римејка. |
| 3.  | Сали Хардести | ништа | Мерилин Бернс     | мртва     | * Тексашки масакр моторном тестером | Тексашки масакр моторном тестером 1 - Тексашки масакр моторном тестером 9 | - Тексашки масакр моторном тестером 3D (Ф)                                             | Сали Хардести главна је протагонисткиња филмског серијала Тексашки масакр моторном тестером. Једина је успела је да побегне Ледерфејсу и његовој поремећеној канибалистичкој породици Сојер. Међутим након свега што је видела и преживела, између осталог и монструозно убиство њеног брата Френклина, Сали је завршила у психијатријској болници, што је приказано у 4. филму, а њена даља судбина је непозната. |
| 4.  | Сидни Прескот | ништа | Нев Кембел        | жива      | Врисак                              | - Врисак - Врисак 2 - Врисак 3 - Врисак 4 - Врисак 5 | нема                                                                                   | Сидни Прескот главна је протагонисткиња филмског серијала Врисак. Њен лик је као и лик Ненси Томпсон осмислио Вес Крејвен. Сидни се појављује у првих пет филмова франшизе и успева да преживи крвави пир убица под маскама Гостфејса. На крају четвртог филма њена сестра, Џил Робертс, последња под маском Гостфејса, ју је избола ножем, али је Сидни преживела и упуцала је. |
| 5.  | Џини Филд     | ништа | Ејми Стил         | жива      | Петак 13.                           | Петак тринаести 2 | - Петак тринаести 4: Последње поглавље (ф)                                             | Џини Филд дели улогу секундарне протагонисткиње (после Томија Џарвиса) са осталим финалним девојкама у филмском серијалу Петак 13.. Иако није била довољно способна да се избори са Џејсоном Вурхисом, Џини је све надокнадила својом интелигенцијом. Знала је причу о Џејсоновом животу, па се прерушила у његову мајку, Памелу Вуорхис, и тако успела да га исконтролише. Сачекала је тренутак, забила му мачету у раме и побегла. |
| 6.  | Клир Риверс   | ништа | Али Лартер        | мртва     | Последња екскурзија                 | - Последња екскурзија 1 - Последња екскурзија 2 | - Последња екскурзија 5 (к)                                                            | Клир Риверс главна је протагонисткиња филмског серијала Последња екскурзија, иако то није била ни у једном појединачном делу (у 1. Алекс, а у 2. Кимберли). Остала је последња преживела са лета 180 и коначно преварила смрт изолацијом. Када је схватила да је смрт више не јури изашла је да би помогла Кимберли и њеним пријатељима у 2. делу. Погинула је у покушају да спасе Јуџина Дикса, у експлозији у болници. |
| 7.  | Елен Рипли    | ништа | Сигорни Вивер     | мртва     | Осми путник                         | - Осми путник 1 - Осми путник 2 - Осми путник 3 | - Осми путник: Васкрснуће (клонирана)                                                  | Елен Рипли главна је протагонисткиња филмског серијала Осми путник. Члан је посаде свемирског брода Ностромо и када их нападне мистериозно биће, Елен чини све да са својом мачком Џонси побегне са брода, у чему и успева. У трећем делу она се жртвује бацивши се у лаву, заједно са бићем у њој. У четвром делу она је клонирана помоћу узорака крви, па поново има главну улогу. |
| 8.  | Џули Џејмс    | ништа | Џенифер Лав Хјуит | непознато | Знам шта сте радили прошлог лета    | - Знам шта сте радили прошлог лета - Још увек знам шта сте радили прошлог лета | нема                                                                                   | Џули Џејмс главна је протагонисткиња филмског серијала Знам шта сте радили прошлог лета. Заједно са својим другарима у проводу ударила је колима једног рибара, мислећи да је мртав бацили су га у океан и побегли. Ипак испоставило се да је преживео, почиње да шаље Џули претеће поруке и убија њене пријатеље, али она успева да преживи, као и у 2. делу, док се у 3. делу не појављује, па њена судбина остаје непозната. |
| 9.  | Џес Бредфорд  | ништа | Оливија Хаси      | непознато | Црни Божић                          | Црни Божић | нема                                                                                   | Џесика „Џес" Бредфорд главна је протагонисткиња филма Црни Божић. Уочи Божића сазна да је трудна, али жели абортус. На Божић почиње да добија узнемирујуће позиве од човека, који јој се обраћа као да је њена беба. Иако су Џес и њени пријатељи мислили да је у питању само неслана шала, манијак је одлучио да их посети. Убио је све Џесине пријатеље, а последња сцена оставља њену судбину неразрешену. У филму из 2006. Џес се не појављује. |
| 10. | Кирсти Котон  | ништа | Ешли Лоуренс      | жива      | Господари пакла                     | - Господари пакла 1 - Господари пакла 2: Осуђени на пакао - Господари пакла 6: Трагач пакла | Господари пакла 3: Пакао на Земљи (к)                                                  | Керсти Котон главна је протагонисткиња филмског серијала Господари пакла. Побегла је из Пинхедовог пакла неколико пута и успела да остане жива до краја 6. дела, након чега се није ни појављивала. Покушавала је да уништи слагалицу-кутију, помоћу које се стизало до пакла, али није успела и на крају 6. филма одлази са њом кући. |
| 11. | Гејл Ведерс   | ништа | Кортни Кокс       | жива      | Врисак                              | - Врисак - Врисак 2 - Врисак 3 - Врисак 4 - Врисак 5 - Врисак 6 | нема                                                                                   | Гејл Ведерс једна је од главних ликова из филмског серијала Врисак. Појавила се у свих шест филмова и преживела је све нападе убица под маском Гоустфејса. Иако се сматра да је главни лик франшизе Сидни Прескот, Гејл је обожавана од стране фанова филмова и пошто је остала живе после свих наставака заслужила је титулу последње девојке. У свим деловима Гејл је имала веома битну улогу у коначним обрачунима са убицом, а на крају трећег дела се удала за Дјуија Рилеја, па је тако постала Гејл Рилеј. По занимању је новинарка и стално је у потрази за добром причом.                                              |
| 12. | Џејми Лојд    | ништа | Данијела Харис    | мртва     | Ноћ вештица                         | - Ноћ вештица 4: Повратак Мајкла Мајерса - Ноћ вештица 5: Освета Мајкла Мајерса | - Ноћ вештица 6: Проклетство Мајкла Мајерса (споредна улога)                           | Џејми Лојд је ћерка Лори Строуд и сестричина убице, Мајкла Мајерса који ју је на крају и убио. Џејми је јединствен примерак детета у улози последње девојке. Иако није могла да се супротстави Мајклу, Џејми је уз помоћ др Лумиса два пута успела да се спасе од свог ујака. Неколико година након тога, када је већ порасла и добила сина Стивена, Мајкл ју је поново напао и на почетку 6. дела монструозно убио. У том филму лик Џејми је играла Џеј Си Брејди. |
| 13. | Џил Џонсон    | ништа | Керол Кејн        | жива      | Кад странац позове                  | - Кад странац позове - Кад странац узврати позив - Кад странац позове: Римејк | нема                                                                                   | Џил Џонсон је уз детектива Џона Клифорда главни лик у филмском серијалу Кад странац позове и појављује се у свим филмовима. У првом делу она је једне вечери била бебиситерка деце, коју је полудели Курт Данкан убио. Он наставља да је напада након што побегне из психијатријске болнице. У другом делу Керол Кејн се враћа у улогу Џил, која сада жели да помогне Џулији, која дели сличну судбину с њом, али и сама постаје мета новог убице. У римејку из 2006. њен лик је тумачила Камила Бел |

- (с) - споменута
- (к) - камео
- (ф) - флешбек
- (сл) - приказана на фотографији